# Denivka plavá
Denivka plavá (Hemerocallis fulva) je druh jednoděložných rostlin z čeledi asfodelovité (Asphodelaceae).

## Popis
Jedná se o vytrvalé byliny vysoké 40 až 150 cm. Listy jsou nahloučeny na bázi, jsou jednoduché, přisedlé, střídavé, uspořádané nejčastěji dvouřadě, jsou ploché nebo žlábkovité, s listovými pochvami. Čepele listů jsou celokrajné, čárkovité až kopinaté, žilnatina je souběžná. Květy se objevují v červnu až srpnu, jsou oboupohlavné. Plod je suchý, pukavý, tobolka. Při pěstování v ČR není rostlina fertilní.

## Taxonomie
V minulosti byl rod denivka řazen do samostatné čeledi denivkovité (Hemerocallidaceae).

## Použití
Rostliny lze použít v ČR jako okrasné rostliny. Jsou efektní v trvalkových záhonech a volných skupinách. I když jednotlivé květy nemají dlouhé trvání, postupně nakvétají další, takže denivka kvete poměrně dlouho.
Je také skoro celá jedlá.

## Pěstování

### Nároky
Při pěstování v mírném pásmu (ČR) rostou nejlépe na slunci. Vhodná je propustná, humózní až hlinitá půda, nepříliš vlhká, zásobená živinami. Vydrží dlouho na stanovišti bez přemnožení. Snáší exhalace, obvykle netrpí škůdci.

### Rozmnožování
V zahradnické praxi se rozmnožuje dělením trsů.